# هيو كيسي (لاعب كرة قاعدة)
هيو كيسي (بالإنجليزية: Hugh Casey)‏ هو لاعب كرة قاعدة أمريكي، ولد في 14 أكتوبر 1913 في أتلانتا في الولايات المتحدة، وتوفي بنفس المكان في 3 يوليو 1951.

## وصلات خارجية
- هيو كيسي على موقع دوري كرة القاعدة الرئيسي (الإنجليزية)
- هيو كيسي على موقعبيزبول رفرنس.كوم (الدوري الرئيسي) (الإنجليزية)
- هيو كيسي على موقعبيزبول رفرنس.كوم (الدوري الثانوي) (الإنجليزية)
- هيو كيسي على موقع قاعة جورجيا للمشاهير الرياضية (مؤرشف) (الإنجليزية)